# Breckenridge (Minnesota)
Breckenridge é uma cidade localizada no estado americano de Minnesota, no Condado de Wilkin.

## Demografia
Segundo o censo americano de 2000, a sua população era de 3559 habitantes. 
Em 2006, foi estimada uma população de 3357, um decréscimo de 202 (-5.7%).

## Geografia
De acordo com o United States Census Bureau tem uma área de 
6,1 km², dos quais 6,1 km² cobertos por terra e 0,0 km² cobertos por água.

## Localidades na vizinhança
O diagrama seguinte representa as localidades num raio de 24 km ao redor de Breckenridge. 